# 卡尔·尼尔
卡尔·尼尔（英語：Carr Neel，1873年10月30日—1949年3月2日），生于密苏里州圣路易斯，美国男子网球运动员。他曾获得1896年美国网球公开赛男子双打冠军。他于1949年在加利福尼亚州去世。